# Ухручей
Ухручей — ручей в России, протекает по территории Онежского района Архангельской области. Длина ручья — 11 км.
Ручей берёт начало из озера Глубокого на высоте 30,8 над уровнем моря.
Течёт преимущественно в северо-западном направлении по заболоченной местности.
Ручей в общей сложности имеет четыре притока суммарной длиной 8,0 км.
Втекает на высоте выше 2 м над уровнем моря в реку Ухту, которая, в свою очередь, впадает в реку Нименьгу, впадающую в Онежскую губу Белого моря (Поморский берег).
Населённые пункты на ручье отсутствуют.
Код объекта в государственном водном реестре — 03010000212202000007800.